# Comuna de Jeziorzany
Jeziorzany (polaco: Gmina Jeziorzany) é uma gminy (comuna) na Polónia, na voivodia de Lublin e no condado de Lubartowski. A sede do condado é a cidade de Jeziorzany.
De acordo com os censos de 2004, a comuna tem 2964 habitantes, com uma densidade 44,5 hab/km².

## Área
Estende-se por uma área de 66,63 km², incluindo:
- área agricola: 78%
- área florestal: 11%

## Demografia
Dados de 30 de Junho 2004:
|                      | Total   | Total | Mulheres | Mulheres | Homens  | Homens |
| -------------------- | ------- | ----- | -------- | -------- | ------- | ------ |
|                      | pessoas | %     | pessoas  | %        | pessoas | %      |
| População            | 2964    | 100   | 1515     | 51,1     | 1449    | 48,9   |
| Densidade (pop./km²) | 44,5    | 100   | 22,7     | 22,7     | 21,7    | 21,7   |

De acordo com dados de 2002, o rendimento médio per capita ascendia a 1288,41 zł.

## Comunas vizinhas
- Adamów, Baranów, Kock, Michów, Serokomla, Ułęż